# Pasqualino Cammarata... capitano di fregata
Pasqualino Cammarata... capitano di fregata è un film del 1973 diretto da Mario Amendola.

## Trama
Pasqualino Cammarata è un ufficiale della marina italiana malvisto dal suo ammiraglio per via delle sue conoscenze in alto loco visto che come ufficiale risulta essere piuttosto incapace. Tuttavia per puro caso risulta essere destinato a comandare un piccolo rimorchiatore che, con uno scalcinato equipaggio, deve andare a Malta ma a causa di un imprevisto fa tappa nel porto spagnolo di Alicante, dove i marinai italiani non mancheranno di fare danni per via del loro interesse verso le ragazze.